# 黃以靜

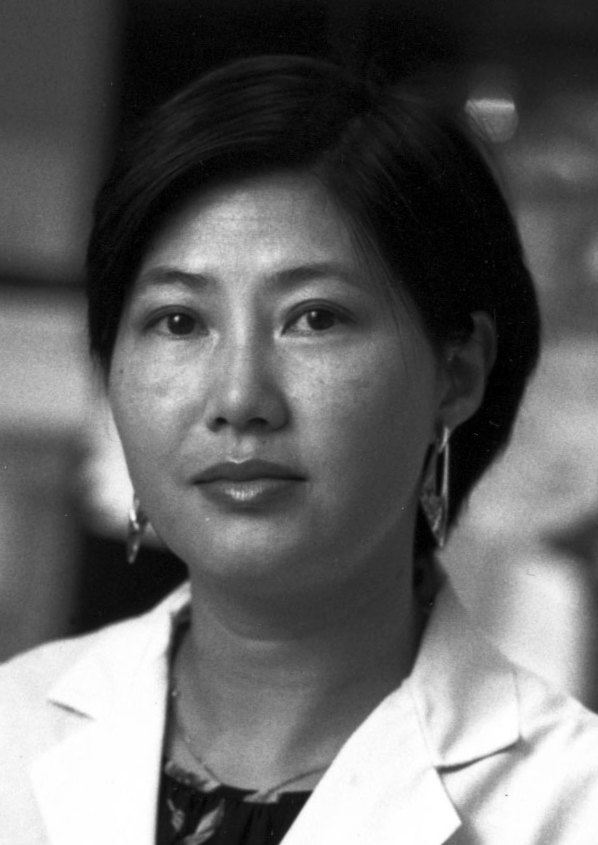

黃以靜（英語：Flossie Wong-Staal，1946年8月27日—2020年7月8日），女，广东中山人，美國華裔分子生物学家，中華民國中央研究院院士。

## 生平
黄以静生于中國廣東廣州市( 資料來源：英文維基百科 )。一九五二年，她和父母雙親移居香港 . 中學就學於香港九龍塘瑪利諾修院學校. 黃以靜在世界上率先複製出人類免疫缺乏病毒，並分析了人類免疫缺乏病毒分子結構。从1990－2002年，她在美國加州大學聖迭戈分校任Florence Riford愛滋病研究主席。她還是Immusol的創辦人之一，並擔任其首席科學家。2007年，她被每日电讯报评为百大在世天才第32位。
2020年7月8日，黄以静因肺炎（与新冠无关）并发症在美国加州大学圣地亚哥分校（UCSD）雅各布斯医学中心去世，享年73岁。